# Огарёв, Пётр Николаевич
Пётр Никола́евич Огарёв (1849 — 1917) — русский судебный деятель, сенатор.

## Биография
Происходил из старинного дворянского рода. Сын генерал-адъютанта Николая Александровича Огарёва и жены его Марии Николаевны Сеславиной (1816—1894). Внучатный племянник партизана войны 1812 года А. Н. Сеславина и внук капитана А. Г. Огарёва, смертельно раненного в день Бородинской битвы.
Образование получил в Императорском училище правоведения, курс наук которого окончил в 1868 году.
Службу начал по ведомству Министерства юстиции, был прикомандирован к департаменту министерства, где занимался в гражданском отделении. В 1869 году был командирован в распоряжение председателя Виленской палаты уголовного и гражданского суда, в том же году назначен был товарищем черниговского губернского прокурора, в 1870 года — и. д. судебного следователя Полтавского окружного суда, заведующим городским участком Полтавы, в 1872 года — исполняющим должность судебного следователя 1-го участка Гдовского уезда, в 1873 года — товарищем прокурора Новгородского окружного суда. В 1876 году был назначен чиновником, сверх комплекта, за обер-прокурорским столом, 5-го департамента Правительствующего Сената, с возложением на него исправления должности губернского прокурора в Ковне. Принимал деятельное участие в ревизиях предшествовавших введению новых судебных учреждений, боролся с злоупотреблениями, преследовал взяточничество, содействовал проведению закона об устройстве землевладения вольных людей 2-го разряда. В 1883 году назначен был товарищем прокурора Киевской судебной палаты. Здесь, среди прочего, вел нашумевшее дело о растрате кассиром Общества взаимного кредита Свиридовым полумиллиона рублей.
В 1894 году занял должность чиновника особых поручений при министре юстиции и исправлял обязанности вице-директора 1-го департамента Министерства юстиции. В последней должности был утвержден в следующем году. В качестве вице-директора принимал деятельное участие во многих комиссиях и исполнял различные ответственные поручения министра юстиции. В 1898 году был назначен членом Консультации при Министерстве юстиции учрежденной и, в качестве такового, неоднократно исполнял должность директора 1-го департамента министерства.
23 января 1902 года ему Высочайше повелено было присутствовать в Правительствующем Сенат по Гражданскому кассационному департаменту, с производством в тайные советники. Кроме того, присутствовал в Соединенном присутствии и Высшем дисциплинарном присутствии, участвовал в комиссии законодательных предположений по производству дел о расторжении браков. В 1908 году Огарёву Высочайше повелено было быть председательствующим в комиссии по сооружению храма в память моряков, погибших в войну с Японией. Он быстро организовал сбор на сооружение этого храма и лично заведовал всем делом, отдавая ему много времени. 31 июля 1911 года, в присутствии Высочайших особ, состоялось освящение храма.
Скончался в 1917 году. Похоронен в Александро-Невской лавре.

## Семья
Был женат на фрейлине княжне Марии Борисовне Мещерской (1851—1919), дочери князя Б. В. Мещерского. Их дети:
- Сергей (1878—1905), окончил Морской корпус (1898), лейтенант, старший минный офицер на броненосце «Наварин», погиб в Цусимском сражении.
- Борис (1882—1956), окончил Пажеский корпус (1902), полковник лейб-гвардии Конной артиллерии. В эмиграции во Франции, умер в Париже.
- Мария (1876—1966), вдова полковника А. Н. Карцова. В годы Первой мировой войны была сестрой милосердия.

## Награды
- Орден Святого Станислава 1-й ст. (1896)
- Орден Святой Анны 1-й ст. (1901)
- Орден Святого Владимира 2-й ст. (1907)
- Орден Белого Орла (1912)
- знак отличия беспорочной службы за XL лет